# Старий цвинтар (Тарнів)
Старий цвинтар (пол. Stary Cmentarz) — один з найстаріших некрополів у місті Тарнів та Польщі загалом. Він є старший за Раковицький цвинтар у Кракові (1803) та Повонзківський цвинтар у Варшаві (1792). Старий цвинтар є об'єктом культурної спадщини Малопольського воєводства.

## Історія

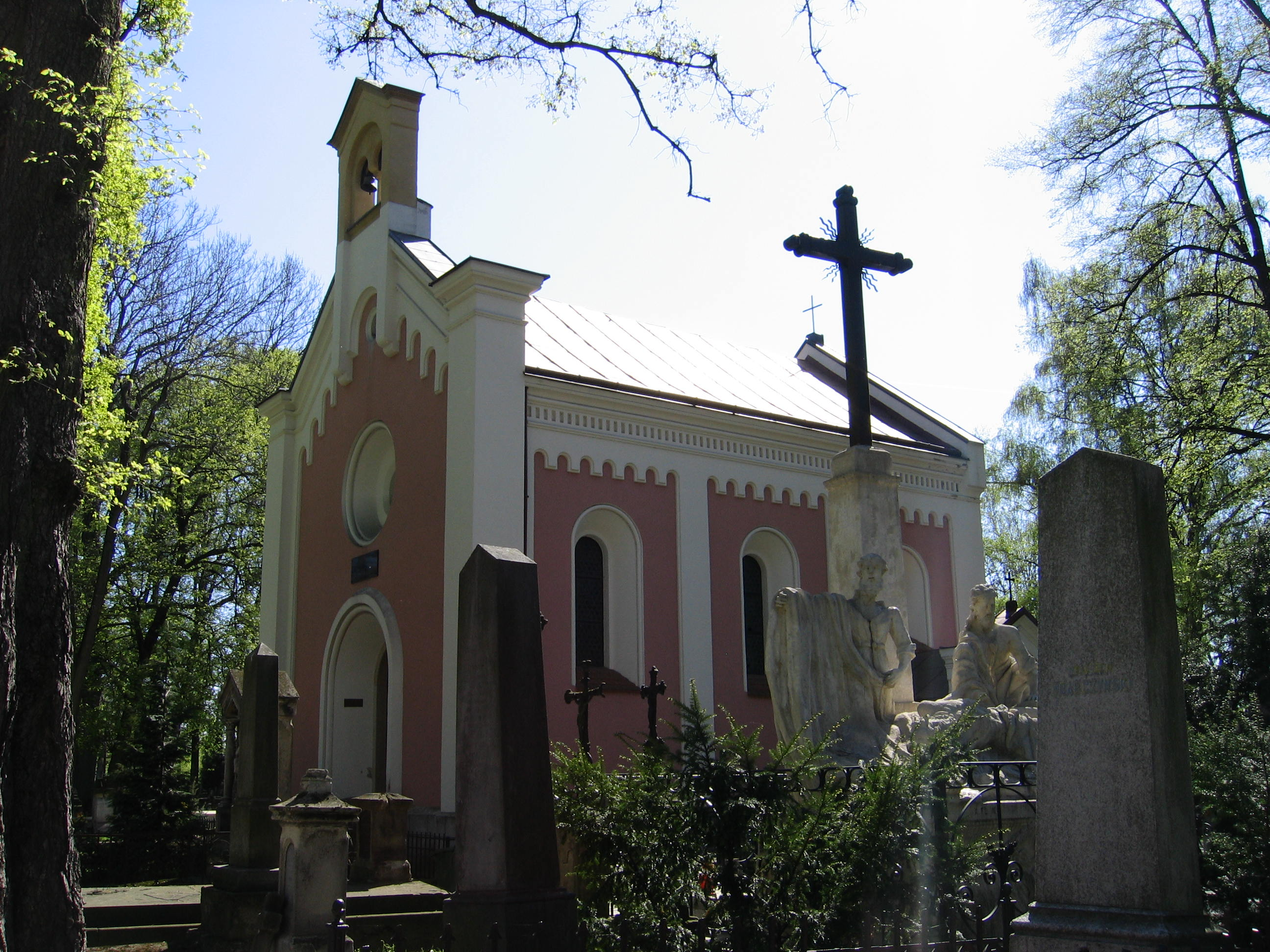
Каплиця Сангушків

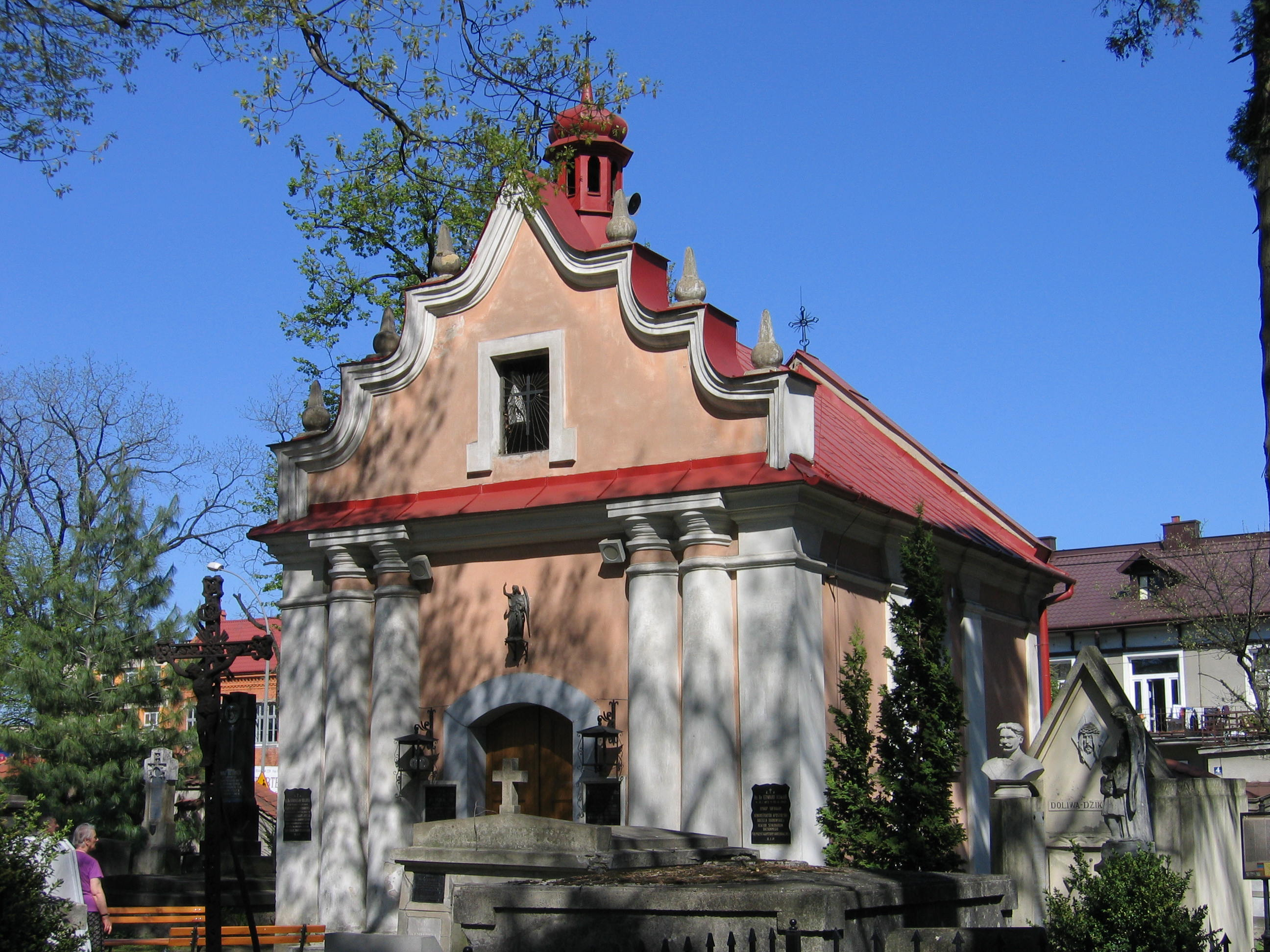
Каплиця Св. Юозефа (Радзінковських)

Старий цвинтар з'явився у 1784 році на Заболотті (Заблотє), передмісті м. Тарніва, після указу австрійського імператора Йосифа II, що забороняв поховання в межах міст. Спочатку до католицької дільниці некрополя примикала окрема лютеранська. У 1872 році обидві дільниці об'єднали в загальний цвинтар.
Будівництво залізниці Краків-Львів у другій половині XIX століття біля південної частини цвинтаря значно сповільнило розширення некрополя.
Старий цвинтар має площу близько 3,5 га. Довжина головної алеї цвинтаря становить 377 метрів. Ця алея розділяє некрополь на дві половини і простягається від головного входу на півночі до південного входу на вулиці Туховський.
Найстаріший надгробок, який датують 1795 року, належить Марії-Ганні Радзивілл, яка була дружиною шляхтича Кароля Радзивілла.
У 1873 році, за наказом австрійських органів влади, створено ділянку для самогубців.
У південній частині некрополя, на колишньому лютеранському цвинтарі, знаходиться братська могила жертв галицького повстання 1846 року. Біля цієї могили ховали учасників повстання 1848 року та Січневого повстання 1863 року. Протягом усього XIX століття ця могила була місцем патріотичних зібрань громадськості міста. У 1891 році біля могили жертв повстання 1846 року був споруджений Курган Повстанців 1863 року. У період з 1914 по 1918 рік на цвинтарі ховали польських легіонерів, які загинули під час Першої світової війни. На цій же ділянці поховані військовослужбовці Армії Крайової, які загинули під час Другої світової війни. Пізніше ця ділянка стала називатися «Кварталом заслужених».
На цвинтарі є дві каплиці. Каплиця Св. Юзефа у бароковому стилі, збудована після 1805 року Ігнацієм Радзіковським. Каплиця Сангушків, останніх власників Тарнува, побудована у неороманському стилі в 1870 році. Надгробки та мармуровий вівтар у каплиці зроблено скульптором Антоном Мадейським.
У 1957 році цвинтар було внесено до реєстру муніципальних пам'ятників. 11 червня 1977 року Старий цвинтар був внесений до реєстру пам'яток культури Малопольського воєводства (№ А-125).

## Відомі особистості, поховані на цвинтарі
- Ян Щепаник (нар.1872 — пом.1926) — польський винахідник.
- Тадеуш Фідлер (нар.1858 — пом.1933) — польський вчений, професор.